# Lixa do Alvão
Lixa do Alvão é uma povoação portuguesa do Município de Vila Pouca de Aguiar que foi sede da extinta Freguesia de Lixa do Alvão, freguesia que tinha 14,49 km² de área e 424 habitantes (2011) e, por isso, uma densidade populacional de 29,3 hab/km². 
A Freguesia de Lixa do Alvão foi extinta (agregada) pela reorganização administrativa de 2012/2013, tendo o seu território sido integrado na então criada Freguesia de Alvão.
A Freguesia de Lixa do Alvão havia sido constituida por desanexação de território da vizinha Freguesia do Soutelo de Aguiar por Lei de 22 de Agosto de 2003, tendo-se tornado oficialmente freguesia a partir de 1 de Janeiro de 2004.
Situada no planalto da Serra do Alvão, Lixa do Alvão situa-se 3 km a oeste da sede do município.

## Caracterização
Esta recente e extinta freguesia contava pelos dedos da mão os anos da existência constituída e os milénios da génese de povos que passaram por estas terras altaneiras abençoadas pelo Santo António, que mora na antiga capela da localidade que pelo Verão abre as mãos em festa.
De nascente a poente, é pelos mesmos braços trabalhadores e abertos que se estendem as localidades de Paredes do Alvão, Lixa do Alvão, Carrazedo do Alvão, e os lugares de colonos desde a Aviação ao Torgo. Por entre estes braços, ligados pela ruralidade à batata e ao centeio, passa a estrada que liga ao Minho, que viu crescer estas terras já (des) ligadas a outras do vale.
O relevo natural e humano fizeram o novo caminho da Lixa do Alvão que passou a ter uma estrada maior que as preces locais, e com a auto-estrada (A7) surgem novas pelo Alvão.
Nos negócios, os tradicionais gados, leiteiro e serrano, pastam ao lado de zonas de serviço que empregam o nome Alvão.
Da monumental Mamoa do Alto do Catorino é possível ver toda a freguesia e guardar a Chã das Arcas, e de mais dolméns, sepulturas medievais, alminhas, fontes de mergulho e outras riquezas também amparadas no planalto da serra do Alvão, aqui até ao leito do rio Torno. A mesma terra, gema, gomo no centro do Alvão, que se abriu à multiplicidade desta gente, viu partir os filhos e também assiste ao seu regresso com diversos sotaques, coloridos, itinerantes, e eternos amantes do Alvão.
A Freguesia de Lixa do Alvão incluía no seu território os seguintes lugares: Carrazedo do Alvão, Colonos, Lixa do Alvão e Paredes do Alvão, sendo a Lixa do Alvão a povoação central.
Algumas famílias destacavam-se como a família Queiroga e a família Fernandes.[carece de fontes?]
Existe um movimento associativo crecente nesta antiga Freguesia, estimulado pela jovem Associação Cultural, Recreativa e Social do Alvão, ASA, que tem por objectivos o apoio social, cultural e recreativo a idosos, crianças e jovens, evidenciando-se o apoio social às populações com necessidades especiais.
Um grupo de várias dezenas de jovens das várias aldeias da Freguesia da Lixa do Alvão, criou recentemente o "Grupo de Jovens do Alvão", o qual organiza e divulga eventos e festividades recreativas e culturais na região.